# Nomada amurensis
Nomada amurensis är en biart som beskrevs av Radoszkowski 1876. Nomada amurensis ingår i släktet gökbin, och familjen långtungebin. Inga underarter finns listade i Catalogue of Life.